# Slavko Kolar
Slavko Kolar (Palešnik, 1891. december 1. – Zágráb, 1963. szeptember 15.) horvát író, újságíró és forgatókönyvíró volt.

## Élete és pályafutása
A Hercegovac melletti Palešniken született 1891. december 1-jén. Zágrábban klasszikus és szemináriumi középiskolába járt, végül a klasszikus gimnáziumban 1911-ben végzett külsősként. 1913-ban végzett a Kőrösi Gazdasági Főiskolán, majd 1914–15-ben mezőgazdasági szakértőként dolgozott Bozsjákóban és Petrinyában. 1919-ig a szerémségi gabonaigénylési bizottság tagjaként tevékenykedett. A franciaországi szakirányú tanulmányok  után 1920–22 között tanár volt Pozsegában, majd 1924-ig Bozsjákóban. Mint állami vagyonkezelőt ellenzéki politikai tevékenysége miatt többször áthelyezték és elbocsátották (Hruševec Gornji, Petrinya, Károlyváros, Pozsega) 1920-ban elindította és szerkesztette a „Hrvatski narod” című újságot. 1939-ben a Požega Ratarnica igazgatójává és a Vidékgazdálkodási Főosztály vezetőjévé, 1941-ben pedig a bozsjákói birtok vezetőjévé nevezték ki. 1944-ben csatlakozott a partizánokhoz, 1946-ban a Matica hrvatska elnökhelyettese volt. 1948-ban végleg nyugdíjazták. 1946-ban az MH alelnökévé választották, 1947-51-ben a Horvát Írószövetség elnöke volt.

## Irodalmi tevékenysége
Az irodalomban a Kraljeva smrt (A király halála, Hrvatstvo, 1910) című regényével tette le névjegyét, majd novellákat, novellákat, humoros színdarabokat, feuilletonokat, színdarabokat, önéletrajzi jegyzeteket, irodalomkritikákat és tanulmányokat, valamint polemikus és mezőgazdasági tárgyú ismeretterjesztő-szakértői cikkeket publikált, többek között folyóiratokban. Az első humoros prózagyűjteményben, a Nasmijane povijevijében (1917) külső, felszínes humoros hatásokkal, anekdotákra, karikatúra alakú szereplőkre támaszkodva a 19. századi hazai humoros próza hagyományát követi, látható hajlammal a szatíra, illetve a groteszk irányában. Az identitást kereső kamaszok karaktereivel elfoglalva, felvázolja a lélektanilag és fizikailag meghatározatlan hős, nézőpont nélküli férfi típusát (Pripovijest o tom kako je Feliks Pejačević tražio život, Benjamin Urlašić, Čovjek bez fizionomije). Kiforrott írói szakaszában az („Ili jesmo – ili nimso”, és a „Mi smo za pravnicu” címmel összegyűjtött novellákban és regényekben) a félig intelligensek, a kishitű karrieristák, a lustaságosak, a megalománok és a politikai trükközők karaktereit teljesebben formálja meg.
Különösen meggyőzően és rokonszenvesen mutatja be a falu világát és tragikus hőseit egy szegény, patriarchális környezetben – gazdasági és társadalmi konfliktusok, archaikus, hagyományos előítéletek és társadalmi elmaradottság áldozataiként. Mesemondásának ereje nemcsak a vidéki tematika megragadásában rejlik, hanem a szereplők művészi kialakításában, a kifejezésben, a történet kompozíciójában és a leírt jelenségek általános emberi szintre emelésében is.  Egyik leghíresebb műve a „Breza” (Nyírfa) című regény, melyet azután írt, amikor tanulmányait befejezve visszatért szülőfalujába, Palešnikbe. A regény egy igaz történet alapján született, amelynek cselekménye azon a nyáron történt a faluban. Miután a Breza című regényével hírnevet szerzett, visszatért Zágrábba, ahol egy ideig horvát témájú tanulmányokat folytatott. A horvát irodalomban viszonylag kevés olyan író volt, aki a humor és a szatíra elemeit az egyes társadalmi események sajátos megfigyelési szögeként bevitte irodalmi műveibe. Novelláinak témája teljes mértékben beleillik a harmincas évek horvát irodalom legjelentősebb irányzataiba, amikor az írók elsődleges témája a falu vagy a vidék kérdése volt. Kolar a többi kortárstól ugyanannak a témának az eltérő megközelítésében különbözik.

## Művei
Slavko Kolar több mint száz művet publikált élete során. Az Összegyűjtött művekben (a Matica hrvatska 1970-es kiadása) a számszerinti csoportosításban:
- 47 novella
- 6 színmű
- 4 film forgatókönyv
- 1 televíziós forgatókönyv
- 12 önéletrajzi töredék
- 20 vélemény, cikk és ismertető
- 10 gyerekmese
- 8 agronómiai szakdolgozat
- 30 interjú, nyilatkozat és polemikus cikk.

Legjelentősebb művei :
- Nasmijane pripovijesti. Zagreb 1917.
- Breza. Zagreb 1929 (2006-ig 7 kiadást ért meg)
- Sarajevo 1961 (1977-ig 4 kiadással)
- Ili jesmo – ili nismo. Zagreb 1933, 1942, 1947.
- Mi smo za pravicu. Zagreb 1936, 1942, 1947, 1951.
- Perom i drljačom. Zagreb 1938.
- Svoga tijela gospodar. Zagreb 1942 (1995-ig 5 kiadással).
- Natrag u naftalin. Zagreb 1946.
- Politička večera. Beograd 1949, Zagreb 1951.
- Sedmorica u podrumu. Zagreb 1949, 1977.
- Pripovijetke. Zagreb 1951, 1963.
- Voće. Zagreb 1952, 1955, 1957.
- Na leđima delfina. Zagreb 1953 (1981-ig 15 kiadása volt).
- Glavno da je kapa na glavi. Zagreb 1956.
- Izabrane pripovijetke (1917–1957). Zagreb 1958.
- Petrica Kerempuh. Zagreb 1958.
- Čovjek od riječi. Zagreb 1960.
- Jurnjava na motoru. Zagreb 1961, 2001, Wien 1964, Varaždin 1996, 2006.
- Kompromis. Zagreb 1964.
- Kriza. Mi smo za pravicu. Zagreb 1964 (1985-ig 14 kiadás).
- Pripovijesti. Autobiografija. Pet stoljeća hrvatske književnosti, 90. Zagreb 1964.
- Breza i druge pripovijetke. Novi Sad 1965, Zagreb 1971 (2003-ig 5 kiadás), Sarajevo 1972.
- Pripovijetke, satire, humoreske, drama. Zagreb 1966.
- Nogometna utakmica i druge pripovijetke za djecu. Zagreb 1969 (1983-ig 12 kiadás).
- Sabrana djela, 1–5. Zagreb 1970–71.
- Pripovijesti. Zagreb 1973, 1977, 1980.
- Izabrana proza. Zagreb 1975.
- Pripovijetke. Zagreb 1995.

Ezen kívül posztumusz hagyatékában rengeteg kiadatlan anyagot találtak.

## Fordítás
Ez a szócikk részben vagy egészben  a   Slavko Kolar című horvát Wikipédia-szócikk ezen változatának fordításán alapul.  Az eredeti cikk szerkesztőit annak laptörténete sorolja fel. Ez a jelzés csupán a megfogalmazás eredetét és a szerzői jogokat jelzi, nem szolgál a cikkben szereplő információk forrásmegjelöléseként.